# Melody (cantante 1982)
Melody, pseudonimo di Melody Miyuki Ishikawa (Honolulu, 24 febbraio 1982), è una cantante  e fashion designer giapponese.

## Biografia
Nata nelle isole Hawaii, all'età di 19 anni si è trasferita in Giappone. Ha debuttato nel febbraio 2003 con il singolo Dreamin' Away per la Toy's Factory. Nel 2004 ha pubblicato il suo primo album. I primi due album in studio contengono brani in lingua inglese e in lingua giapponese, mentre gli ultimi due dischi sono in lingua giapponese.
Collabora in due album (Astromantic del 2004 e Cosmicolor del 2007) con il gruppo M-Flo.
Nell'ottobre 2008, alcune settimane dopo aver pubblicato una raccolta, annuncia il suo addio alla musica per dedicarsi alla carriera di fashion designer e alla famiglia. Nel marzo 2009 si è sposata con il famoso musicista Miyavi.
Nel 2012 avvia un progetto musicale chiamato Gold Belle con la sorella Christine Saimo.

## Discografia

### Album
- 2004 - Sincerely
- 2006 - Be as One
- 2007 - Ready to Go!
- 2008 - Lei Aloha

### Raccolte
- 2008 - The Best of Melody: Timeline